# Agapios (Neuplatoniker)
Agapios (altgriechisch Ἀγάπιος Agápios; * um 460; † nach 511) war ein spätantiker griechischer Philosoph und Philologe. Er genoss als vielseitiger Gelehrter hohes Ansehen. Über seine Lehre ist nichts überliefert, von seinen Werken ist nichts erhalten geblieben.

## Identitätsfrage
In der älteren Fachliteratur wurden – wie schon in der Suda – zwei Gelehrte namens Agapios unterschieden, ein Philosoph und Philologe aus Athen („Agapios von Athen“) und ein Arzt aus Alexandria („Agapios von Alexandria“). Diese Unterscheidung hat weiterhin Befürworter, doch in der neueren Forschung scheint sich die Auffassung durchzusetzen, dass es sich um dieselbe Person handelt.
Nach einer Hypothese von Paul Tannery ist Agapios möglicherweise mit einem Philosophen und Mathematiker identisch, der in einem mittelalterlichen Kommentar zu den Elementen Euklids in arabischer Sprache Aġānīs genannt wird. Der Verfasser dieses Werks, der im späten 9. Jahrhundert in Bagdad tätige persische Mathematiker an-Nayrīzī, zitierte einen heute verlorenen, dem spätantiken Gelehrten Simplikios zugeschriebenen Euklid-Kommentar, in dem Aġānīs mehrmals erwähnt wurde.

## Leben
Agapios wurde wohl um 460 geboren. Falls er mit dem Arzt gleichzusetzen ist, stammte er aus Alexandria und begann dort seine Ausbildung. Unzweifelhaft ist, dass er in die neuplatonische Philosophenschule von Athen eintrat. Diese stand damals noch unter der Leitung des berühmten, bereits betagten Philosophen Proklos. Darauf nahm der zeitgenössische ägyptische Dichter Christodoros Bezug; er rühmte Agapios in dem verlorenen Gedicht Über die Hörer des großen Proklos, aus dem nur ein einziger Vers durch ein Zitat überliefert ist. In diesem Vers bezeichnete Christodoros Agapios als den (zeitlich) letzten, aber (dem Rang nach) ersten unter den Schülern des Proklos.
Nach dem Tod des Proklos im Jahr 485 besuchte Agapios den Unterricht von dessen Nachfolger Marinos. Unter Kaiser Zenon (474–491) wurde er zusammen mit anderen Philosophen verhaftet. Dies geschah im Rahmen einer staatlichen Verfolgung der paganen Denker, zu denen er zählte.
Falls der Philosoph Agapios mit dem gleichnamigen Arzt identisch ist, ging er später nach Konstantinopel und gründete dort eine eigene, sehr erfolgreiche Schule. Die Kompetenz des Arztes machte ihn berühmt und verschaffte ihm ein beträchtliches Einkommen.
Die letzte Nachricht über Agapios stammt aus dem Werk De magistratibus des Johannes Lydos. Dieser berichtet dort, dass er als Einundzwanzigjähriger im Jahr 511 am Unterricht des Agapios über die Lehren Platons und des Aristoteles teilnahm.